# きわめびと
『きわめびと』は、NHK総合テレビジョン（NHK大阪放送局制作）で2014年4月18日から12月5日まで、原則として偶数月第1金曜日20:00 - 20:45に放送されていたバラエティ番組である。
2013年11月4日に祝日特番『生ける伝説 きわめびと』というパイロット版を放送、2014年よりシリーズ番組として放送を開始した。
番組は人生の中で、一つの特技にこだわり、その特技を極めて、人生のライフワークにした「きわめびと」を毎回数名取り上げ、その特技や卓越した技術に取り組む人たちの様子を、その人の人生観を交えながら迫っていく。
2015年4月から2019年3月まで、『助けて!きわめびと』としてレギュラー番組に格上げした上で、毎週土曜日の9:30 - 9:55まで放送されていた。
2017年度からはこれまでのレギュラー版と並行して、4月からスタートした新番組『ごごナマ』金曜日第1部にて生放送版が放送されていた。

## 放送日時

### 2014年度（きわめびと）
いずれも総合テレビ
- 初回　原則として偶数月第1金曜日　20:00 - 20:45
- 再放送　原則として偶数月第1土曜日　10:05 - 10:50、翌週火曜日　15:15 - 16:00

### 2015年度 - 2018年度（助けて!きわめびと）
いずれも総合テレビ
- 初回　毎週土曜日 9:30 - 9:55（東北地方では2018年度は当該枠を『被災地からの声』に差し替えたことで5日遅れの毎週木曜日 11:05 - 11:30に放送）
- 再放送　毎週木曜日 11:05 - 11:30（2016年度まで。関東地区は『ひるまえ ほっと』が放送されているため除外）
- 「ごごナマ!」生放送版 毎週金曜日（祝日・高校野球・国会などで休止の場合あり） 13:05-14:00　※2017年4月7日開始

## 司会
- 藤井隆[3]
- 濱田マリ
- 小野塚康之（当時NHK大阪放送局アナウンサー）

## 過去の出演者
- 三宅裕司
- 松嶋尚美（レギュラー化以降）
- 小林千恵[1]（当時NHK大阪放送局アナウンサー　パイロット版、シリーズ番組第1 - 3回）
- 一柳亜矢子（NHK大阪放送局アナウンサー シリーズ番組第4回以後）[4]
- 本上まなみ （ナレーションのみ）

## 登場したきわめびと
回数はシリーズ番組時代からを含めた通しで表示する
| 回                                     | 放送日                                 | 登場したきわめびと                                                                | ゲスト                                                       |
| 特番・シリーズ番組時代（2013・14年度） | 特番・シリーズ番組時代（2013・14年度） | 特番・シリーズ番組時代（2013・14年度）                                            | 特番・シリーズ番組時代（2013・14年度）                       |
| -------------------------------------- | -------------------------------------- | --------------------------------------------------------------------------------- | ------------------------------------------------------------ |
| 0                                      | 2013.11.4                              | 嘉納愛子（声楽家）                                                                | 内海桂子、若尾文子、市田ひろみ、太田博明                     |
| 1                                      | 2014.4.18                              | 高橋淳（パイロット）、ビューティベアーズ（チアリーディングチーム）                | 内海桂子、釜本邦茂、音月桂                                   |
| 2                                      | 2014.6.6                               | 青木淳一（ダニ博士）、いとうけんいち（四足歩行ランナー）                          | 内海桂子、やくみつる、為末大、田中美佐子                     |
| 3                                      | 2014.8.1                               | 安藤初子（試食販売員）、石川英一（におい探偵）                                    | 堀ちえみ、東貴博、泉ピン子                                   |
| 4                                      | 2014.10.3                              | 池田義博・山本かつら（トランプ暗記）、原口證（円周率暗記）                        | 中村玉緒、キャイ〜ン（天野ひろゆき・ウド鈴木）、オバチャーン |
| 5                                      | 2014.12.5                              | 小松易（片づけ）、玉腰活未・いとうけんいち                                        | 中村玉緒、三船美佳                                           |
| レギュラー番組時代（2015年度）         |                                        |                                                                                   |                                                              |
| 6                                      | 2015.4.4                               | 坪田信貴（塾講師）                                                                |                                                              |
| 7                                      | 2015.4.11                              | 清水悦子（夜泣き専門の保育士）                                                    |                                                              |
| 8                                      | 2015.4.18                              | 岡野雄一（介護体験を描く漫画家）                                                  |                                                              |
| 9                                      | 2015.4.25                              | 上田淳子（料理研究家）                                                            |                                                              |
| 10                                     | 2015.5.9                               | 政近準子（スタイリスト）                                                          |                                                              |
| 11                                     | 2015.5.16                              | 政近準子（スタイリスト）                                                          |                                                              |
| 12                                     | 2015.6.6                               | 立川談笑（落語家）                                                                |                                                              |
| 13                                     | 2015.6.13                              | 石原和幸（庭園デザイナー）                                                        |                                                              |
| 14                                     | 2015.6.20                              | 安藤俊介（怒りのマネジメント）                                                    |                                                              |
| 15                                     | 2015.6.27                              | 西成活裕（渋滞学）                                                                |                                                              |
| 16                                     | 2015.7.11                              | 横山光昭（家計再生コンサルタント）                                                |                                                              |
| 17                                     | 2015.7.18                              | 廣戸聡一（フィジカル・アドバイザー）                                              |                                                              |
| 18                                     | 2015.7.25                              | 政近準子、石原和幸、坪田信貴、小松易                                              |                                                              |
| 19                                     | 2015.8.1                               | 政近準子、石原和幸、坪田信貴、小松易                                              |                                                              |
| 20                                     | 2015.9.5                               | 浅田政志（写真家）                                                                |                                                              |
| 21                                     | 2015.9.12                              | EICO（ダイエットコーチ）                                                          |                                                              |
| 22                                     | 2015.9.19                              | 大谷真至（プロドライバー指導者）                                                  |                                                              |
| 23                                     | 2015.10.3                              | 戸高雅史（冒険家）                                                                |                                                              |
| 24                                     | 2015.10.10                             | 戸高雅史（冒険家）                                                                |                                                              |
| 25                                     | 2015.10.24                             | 多和田悟（盲導犬訓練士）                                                          |                                                              |
| 26                                     | 2015.10.31                             | 杉之原冨士子（片づけ会社社長）                                                    |                                                              |
| 27                                     | 2015.11.7                              | 杉之原冨士子（片づけ会社社長）                                                    |                                                              |
| 28                                     | 2015.11.14                             | 西成活裕、安藤俊介、上田淳子                                                      |                                                              |
| 29                                     | 2015.11.21                             | 海沼実（音楽教育家）                                                              |                                                              |
| 30                                     | 2015.11.28                             | 吉村昇洋（禅僧・臨床心理士）                                                      |                                                              |
| 31                                     | 2015.12.12                             | 渡辺英児（メンタルトレーナー）                                                    |                                                              |
| 32                                     | 2016.1.23                              | 足立洋子（献立名人の主婦）                                                        |                                                              |
| 33                                     | 2016.1.30                              | かづきれいこ（フェイシャルセラピスト）                                            |                                                              |
| 34                                     | 2016.2.6                               | 夏まゆみ（ダンスプロデューサー）                                                  |                                                              |
| 35                                     | 2016.2.13                              | 夏まゆみ（ダンスプロデューサー）                                                  |                                                              |
| 36                                     | 2016.2.20                              | 佐々木圭一（コピーライター）                                                      |                                                              |
| 37                                     | 2016.2.27                              | IKKO（美容家）                                                                    |                                                              |
| 38                                     | 2016.3.5                               | IKKO（美容家）                                                                    |                                                              |
| 39                                     | 2016.3.19                              | Emi（整理収納アドバイザー）                                                       |                                                              |
| 40                                     | 2016.4.2                               | EICO、坪田信貴                                                                    |                                                              |
| レギュラー番組時代（2016年度）         |                                        |                                                                                   |                                                              |
| 41                                     | 2016.4.9                               | 池谷裕二（脳研究者）                                                              | ダンディ坂野                                                 |
| 42                                     | 2016.4.23                              | 家入一真（元引きこもりの起業家）                                                  |                                                              |
| 43                                     | 2016.4.30                              | 家入一真（元引きこもりの起業家）                                                  |                                                              |
| 44                                     | 2016.5.7                               | 立川談笑                                                                          |                                                              |
| 45                                     | 2016.5.14                              | 深代千之（東京大学教授）                                                          |                                                              |
| 46                                     | 2016.5.21                              | 深代千之（東京大学教授）                                                          |                                                              |
| 47                                     | 2016.6.4                               | 加藤登紀子（シンガーソングライター）                                              |                                                              |
| 48                                     | 2016.6.11                              | 田中直樹（ココリコ）                                                              |                                                              |
| 49                                     | 2016.6.18                              | 田中直樹（ココリコ）                                                              |                                                              |
| 50                                     | 2016.7.9                               | 遠藤幹子（空間デザイナー）                                                        |                                                              |
| 51                                     | 2016.7.16                              | 佐々木洋（プロ・ナチュラリスト）                                                  |                                                              |
| 52                                     | 2016.7.23                              | 竪谷博（元南極観測隊調理担当）                                                    |                                                              |
| 53                                     | 2016.7.30                              | 高妻容一（メンタルトレーニングコーチ）                                            | とにかく明るい安村                                           |
| 54                                     | 2016.8.27                              | EMI、池谷裕二、石原和幸、足立洋子、夏まゆみ、EICO、杉原冨士子、吉村昇洋、清水悦子 |                                                              |
| 55                                     | 2016.9.3                               | 平田進也（カリスマ添乗員）                                                        |                                                              |
| 56                                     | 2016.9.10                              | 藤平信一（心身統一合氣道会会長）                                                  |                                                              |
| 57                                     | 2016.10.1                              | が～まるちょば（パントマイムアーチスト）                                          |                                                              |
| 58                                     | 2016.10.8                              | 小崎恭弘（大阪教育大学准教授）                                                    |                                                              |
| 59                                     | 2016.10.22                             | 夏まゆみ                                                                          |                                                              |
| 60                                     | 2016.10.29                             | 梶本修身（疲労回復研究）                                                          |                                                              |
| 61                                     | 2016.11.5                              | 入交眞巳（ネコの心のカウンセラー）                                                |                                                              |
| 62                                     | 2016.11.12                             | 坪田信貴、佐々木圭一、佐々木洋                                                    |                                                              |
| 63                                     | 2016.11.19                             | 安宅秀中（1級葬祭ディレクター）                                                   |                                                              |
| 64                                     | 2016.12.10                             | 山田亮（スーパー主夫）                                                            |                                                              |
| 65                                     | 2016.12.17                             | 山田亮（スーパー主夫）                                                            |                                                              |